# Listă de monumente din Siret
Aceasta este o listă de monumente din orașul Siret.

## Statui
| Nume                     | Data dezvelirii | Autor        | Detalii | Imagine |
| ------------------------ | --------------- | ------------ | --- | ------- |
| Statuia Margaretei Mușat | 21 iunie 1986   | Dan Covătaru | Localizată în extremitatea de nord a Pieței Centrale, lângă Primărie și în scuarul din fața Policlinicii. Realizată din piatră în 1981. |         |

## Busturi
| Nume                                        | Data dezvelirii | Autor                             | Detalii                                                                                  | Imagine |
| ------------------------------------------- | --------------- | --------------------------------- | ---------------------------------------------------------------------------------------- | ------- |
| Bustul lui Lațcu Vodă (1365-1373)           |                 | Prof. univ. dr. Vasile Condurache | Localizat în parcul din centrul orașului. Realizat din bronz.                            |         |
| Bustul lui Simeon Florea Marian (1847-1907) |                 | Prof. univ. dr. Vasile Condurache | Localizat în curtea Bisericii „Nașterea Sfântului Ioan Botezătorul”. Realizat din bronz. |         |
| Bustul lui Teodor V. Ștefanelli (1849-1920) |                 |                                   | Localizat în parcul din centrul orașului. Realizat din bronz.                            |         |
| Bustul lui Mihai Eminescu (1850-1889)       |                 |                                   | Localizat în parcul din centrul orașului. Realizat din bronz.                            |         |
| Bustul lui Mihai Teliman (1863-1902)        |                 |                                   | Localizat în parcul din centrul orașului. Realizat din bronz.                            |         |